# Nico Tortorella
Nico Tortorella (Wilmette, 30 juli 1988) is een Amerikaans acteur. Tortorella speelde in diverse films en series, waaronder Menendez: Blood Brothers, Younger en The Walking Dead: World Beyond.

## Levensloop
Tortorella maakte in juni 2009 zijn debuut als televisieacteur in de ABC Family-serie Make It or Break It, waarin hij tot en met februari 2010 de rol van Razor vertolkte. In het najaar van 2009 was hij tevens te zien in de televisieserie The Beautiful Life van The CW Television Network.
In januari 2010 maakte Tortorella zijn debuut als filmacteur in de film Twelve, waarin hij de rol van Tobias vertolkte. In de jaren die volgden speelde Tortorella mee in meerdere films, waaronder Scream 4, Trespass en Odd Thomas.
Van maart 2015 tot en met juni 2021 vertolkte Tortorella de rol van Josh in de komedieserie Younger. Daarnaast was Tortorella in juni 2017 te zien in de hoofdrol van Lyle Menendez in de televisiefilm Menendez: Blood Brothers van Lifetime.
Tortorella vertolkte van oktober 2020 tot en met november 2021 een van de hoofdrollen in de AMC-serie The Walking Dead: World Beyond.

## Filmografie

### Film
- 2010: Twelve, als Tobias
- 2011: Scream 4, als Trevor Sheldon
- 2011: Trespass, als Jake
- 2013: Odd Thomas, als Simon Varner
- 2014: Hunter&Game, als Carson Lawe
- 2019: Fluidity, als Matt
- 2023: The Mattachine Family, als Thomas
- 2023: Binged to Death, als Zion

### Televisie
- 2009-2010: Make It or Break It, als Razor
- 2009: The Beautiful Life, als Cole Shepherd
- 2013: The Following, als Jacob Wells
- 2015-2021: Younger, als Josh
- 2016: Mamma Dallas, als Jesse
- 2017: Menendez: Blood Brothers, als Lyle Menendez
- 2020-2021: The Walking Dead: World Beyond, als Felix Carlucci
- 2023: City on Fire, als William